# (46977) Krakow
(46977) Krakow est un astéroïde de la ceinture principale.

## Description
(46977) Krakow est un astéroïde de la ceinture principale. Il fut découvert le 18 septembre 1998 à La Silla par Eric Walter Elst. Il présente une orbite caractérisée par un demi-grand axe de 2,79 UA, une excentricité de 0,22 et une inclinaison de 8,8° par rapport à l'écliptique.

## Compléments